# Knockin Castle
Knockin Castle är ett slott i Storbritannien.   Det ligger i grevskapet Shropshire i riksdelen England, i den södra delen av landet, 240 km nordväst om huvudstaden London. Knockin Castle ligger 74 meter över havet.
Terrängen runt Knockin Castle är huvudsakligen platt, men söderut är den kuperad. Runt Knockin Castle är det ganska tätbefolkat, med 160 invånare per kvadratkilometer. Närmaste större samhälle är Shrewsbury, 18,4 km sydost om Knockin Castle. Trakten runt Knockin Castle består till största delen av jordbruksmark.